# Zbigniew Miązek
Zbigniew Stanisław Miązek (ur. 9 stycznia 1966 w Drzewicy) – polski kajakarz górski, trener, pracownik naukowy, olimpijczyk z Barcelony 1992.
Mistrz Polski w konkurencji C-1 slalom w roku 1990.

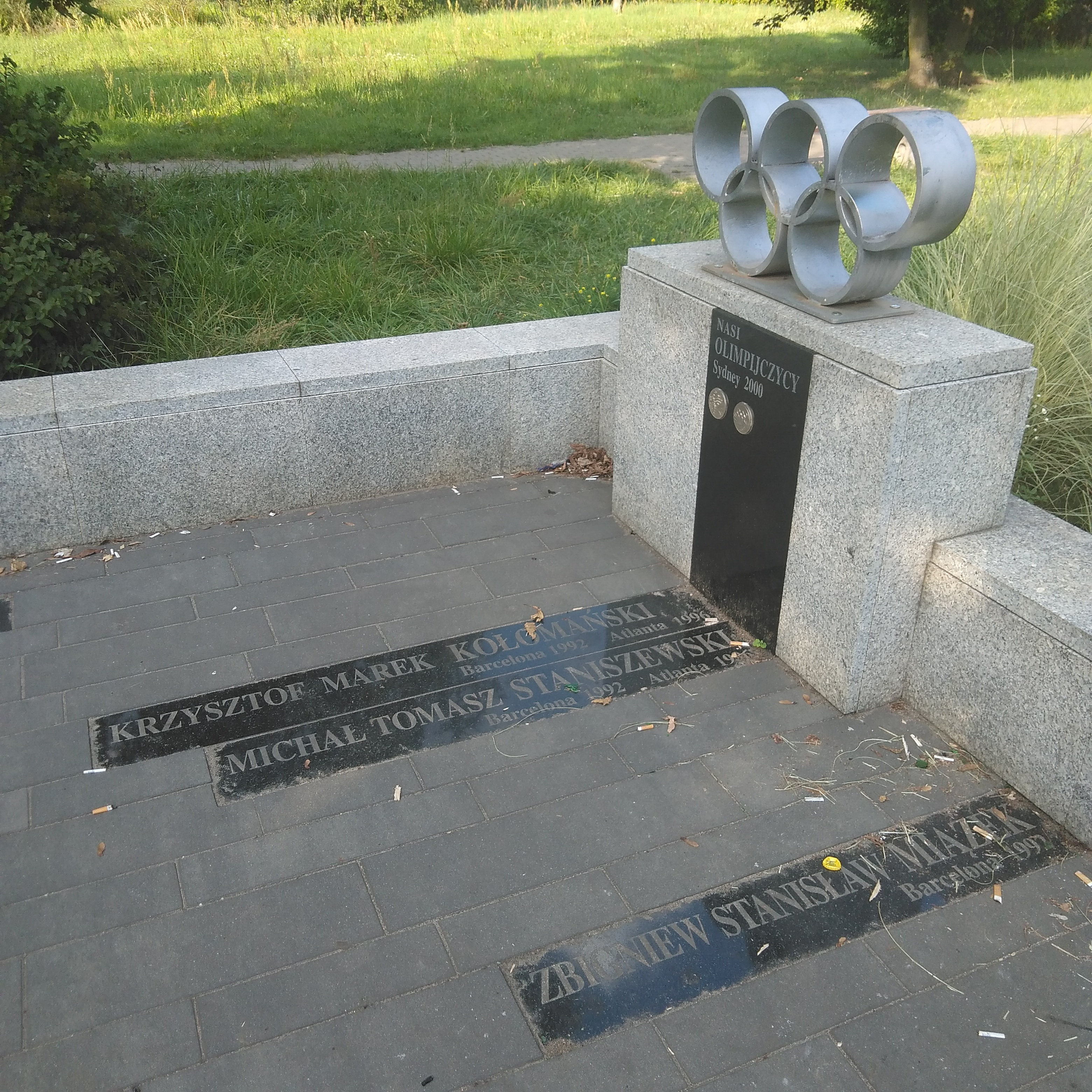
Tablica Zbigniewa Miązka w Drzewicy

Na igrzyskach w Barcelonie wystartował w konkurencji C-1 slalom górski zajmując 12. miejsce.
Po zakończeniu kariery sportowej został trenerem, Był m.in. trenerem kadry narodowej slalomistów (w latach 2001-2005).
W 2018 r. tablica upamiętniająca osiągnięcia Zbigniewa Miązka została wmurowana przy Skwerze im. Drzewickich Olimpijczyków w Drzewicy.